# Padang Pelawi
Padang Pelawi is een bestuurslaag in het regentschap Seluma van de provincie Bengkulu, Indonesië. Padang Pelawi telt 3200 inwoners (volkstelling 2010).